# 庄原市立粟田小学校

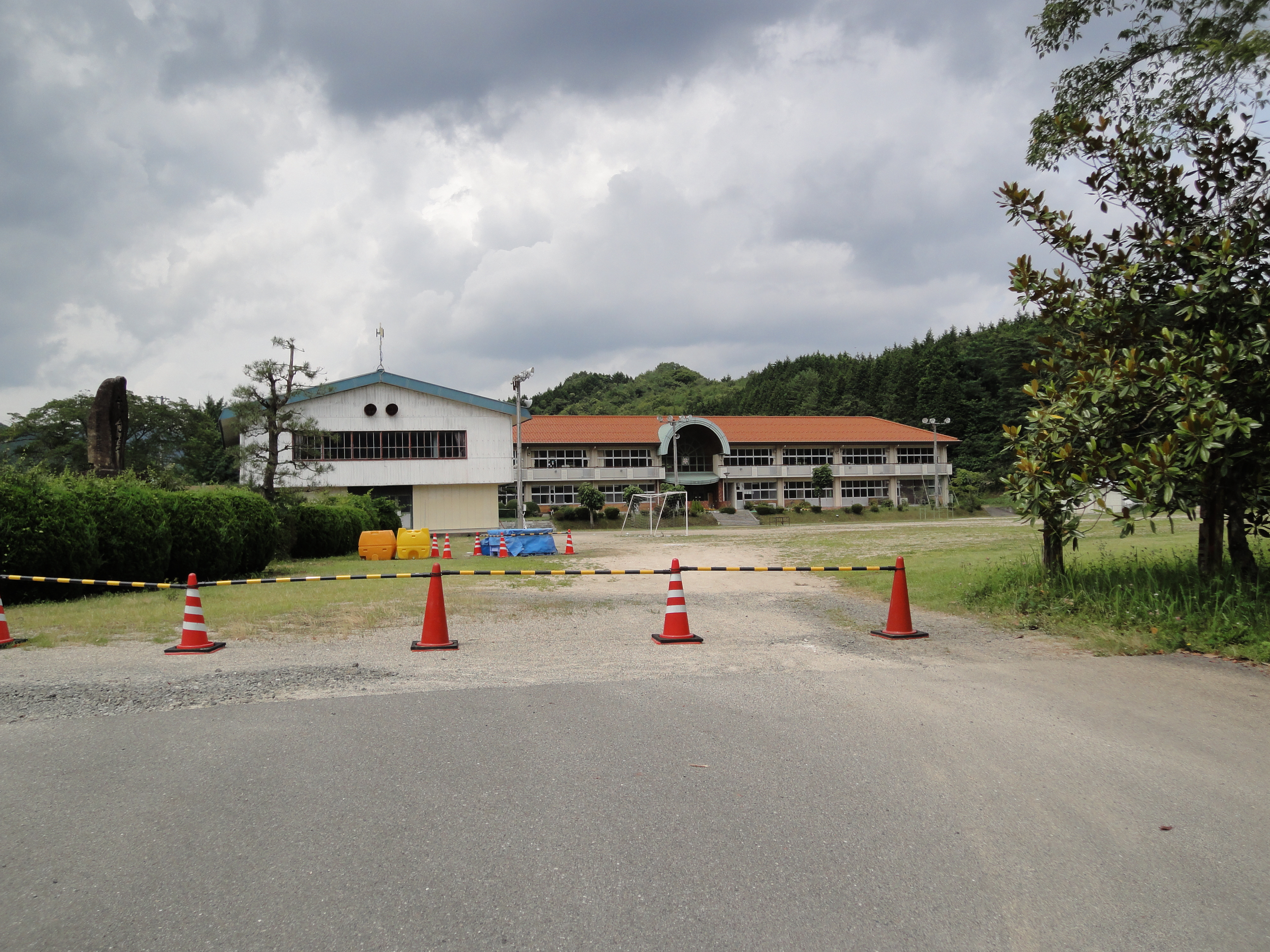
校庭より。

庄原市立粟田小学校（しょうばらしりつ あわたしょうがっこう）は、広島県庄原市東城町粟田にある公立小学校。

## 概要
庄原市東部、東城町の中心地区から北に4kmほどの農村地帯に位置する小学校。児童数は21名（2015年4月現在）。
1934年に起きた神竜湖遊覧船沈没事故では、当校の卒業遠足の一行42名が乗船した遊覧船が沈没、児童12名と引率教諭2名が犠牲となった。校内には慰霊碑が設置されており、この慰霊碑と事故現場付近である神石高原町相渡にある慰霊碑で、児童による慰霊・清掃活動を行なっている。

## 沿革

### 経緯
1873年に教生社として創立。1880年に粟田小学校と改称。1880年に粟田尋常小学校、1891年に粟田尋常高等小学校と改称した後、1915年に粟田1441番地へ移転。国民学校令により粟田国民学校となり、第二次大戦敗戦後の学制改革により田森村立粟田小学校となった。1955年に田森村が周辺の町村と合併し東城町となったことで東城町立粟田小学校と改称。1961年に現在地に校舎を移転。2005年には東城町が庄原市に合併したことにより庄原市立粟田小学校と改称した。

### 年表
- 1873年（明治6年）4月 - 教生社として創立
- 1880年（明治13年）4月 - 公立小学校化、粟田小学校と改称
- 1891年（明治24年）4月 - 粟田尋常小学校と改称
- 1913年（大正2年）4月 - 粟田尋常高等小学校と改称
- 1915年（大正4年）7月 - 粟田1441番地に移転
- 1934年（昭和9年）3月 - 神竜湖遊覧船沈没事故、児童や引率教諭が犠牲となる
- 1941年（昭和16年）4月 - 粟田国民学校と改称
- 1947年（昭和22年）4月 - 田森村立粟田小学校と改称
- 1955年（昭和30年）4月 - 町村合併により東城町立粟田小学校と改称
- 1961年（昭和36年）3月 - 現在地に移転
- 1969年（昭和44年）3月 - 体育館完成
- 1971年（昭和46年）3月 - 教員住宅建設
- 1971年（昭和46年）10月 - プール完成
- 1990年（平成2年）10月 - 校舎管理棟が火災焼失
- 1993年（平成5年）8月 - 新校舎完成
- 1994年（平成6年）6月 - 文部省よりマルチメディアに関する研究指定校
- 1998年（平成10年）2月 - 広島県教育奨励賞受賞
- 1998年（平成10年）10月 - 広島県ニュースクールモデル事業実践研究協力指定校（平成10～12年度）
- 2000年（平成12年）2月 - 広島県教育奨励賞受賞
- 2005年（平成17年）3月 - 市町村合併により校名を庄原市立粟田小学校と改称
- 2009年（平成21年）6月 - 児童による校舎前庭の芝生化

## 学校行事
| - 4月 - 始業式、入学式、春の遠足 - 5月 - いきいき体験学習（5年生） - 6月 - 運動会 | - 7月 - 宿泊体験学習、終業式 - 8月 - 9月 - 始業式 | - 10月 - 修学旅行（6年生） - 11月 - 音楽交流会 - 12月 - マラソン大会、終業式 | - 1月 - 始業式、スキー教室 - 2月 - スキー教室 - 3月 - 卒業式、修了式 |

通年行事として、米作り体験学習を行なっている。収穫した米は、当校周辺で採れる山菜などとともに、食育の一環として給食に使用している。

## 学区
学区は東西5km、南北8kmの山間部に広がる。
- 庄原市東城町[2]
  - 粟田

## 進学先中学校
- 庄原市立東城中学校

## 学区内の主な施設
- 田森保育所
- 田森郵便局
- リフレッシュハウス東城（東城温泉）

## 交通
- 中国自動車道東城インターチェンジから車でおよそ15分。東城駅から車でおよそ13分。